# Sahal
Sahal (tiếng Ả Rập: سحال) là một ngôi làng Syria nằm ở Al-Tamanah Nahiyah ở huyện Maarrat al-Nu'man, Idlib. Theo Cục Thống kê Trung ương Syria (CBS), Sahal có dân số 361 người trong cuộc điều tra dân số năm 2004.